# András Fekete-Győr
András Fekete-Győr (* 13. dubna 1989 Budapešť) je maďarský právník, politik a politický aktivista, v letech 2016 až 2021 předseda hnutí Momentum Mozgalom a jeho lídr v parlamentních volbách 2018. Americký magazín Forbes ho v lednu 2018 zařadil mezi 30 nejnadějnějších mladých Evropanů do 30 let.

## Biografie

### Rodina
Jeho otec András Fekete-Győr senior (* 1956) byl mezi lety 1993 až 2010 zástupcem výkonného ředitele, v letech 2010 až 2018 ve funkci výkonného ředitele u Országos Betétbiztosítási Alap. Děd ze strany otce Endre Fekete-Győr (1926–1999) byl od roku 1946 členem všech vedoucích komunistických stran MKP – MDP – MSZMP, byl také předsedou TSZ (obdoba JZD), a mezi lety 1969 a 1981 byl předsedou rady župy Heves.
Rodina matky pochází ze Sedmihradska. Jeho děd ze strany matky Ödön Kuncz (1884–1965) byl profesor práv na Univerzita Loránda Eötvöse a člen Maďarské akademie věd.

### Studia
Absolvoval dvoujazyčnou obecnou školu v Solymár. V roce 2008 odmaturoval na Toldy Ferenc Gimnázium v Budapešti, poté studoval práva na Univerzitě Loránda Eötvöse, kde získal roku 2015 právnický diplom. Během studia absolvoval stipendijní pobyt Erasmus na Univerzitě Heidelberg v Německu. Poté pracoval 4 měsíce pro General Electric v Budapešti. V roce 2016 studoval politologii na Humboldtově univerzitě v Berlíně. Mezi lety 2015 a 2016 získal praxi u právního výboru EP v Bruselu, v roce 2016 pracoval také v kanceláři bavorského poslance Hanse-Petera Friedricha (CSU) v rámci mezinárodního parlamentárního stipendia německého Spolkového sněmu.

## Politická kariéra
V létě 2016 se vrátil do Maďarska a stal se předsedou hnutí Momentum Mozgalom. Na stranickém sněmu byl dne 4. března 2017 ve funkci potvrzen na další jeden rok. V roce 2017 hnutí Momentum pod jeho vedením sesbíralo 266 151 podpisů pro vypsání referenda NOlimpia o zrušení kandidatury hlavního města Budapešti jako pořadatelského města pro Letní olympijské hry 2024.
V parlamentních volbách 2018 něúspěšně kandidoval na 1. místě celostátní kandidátní listiny hnutí Momentum, a zároveň v jednomandátovém volebním obvodu č. 1 v Budapešti.
V parlamentních volbách 2022 získal mandát poslance Zemského sněmu na celostátní kandidátní listině široké levicově–zelené koalice Společně pro Maďarsko, jejímiž členskými subjekty vedle Momentum Mozgalom byla i postkomunistická Maďarská socialistická strana a nacionalistické Hnutí za lepší Maďarsko (Jobbik).

## Kontroverze

### Vloupání do redakce Origo
Dne 18. května 2017 publikoval zpravodajský sever Origo.hu článek, ve kterém tvrdil, že členové Momentum Mozgalom mohou být napojeni na George Sorose, od kterého jako zástupci studentské samosprávy pobírali milionové finanční dary. Následně se András Fekete-Győr a někteří z jeho přátel z hnutí Momentum Mozgalom vloupali do sídla redakce Origo.hu, kde bez svolení pořídili nahrávky přítomných lidí a později je zveřejnili. Společnost pro svobodná práva (TASZ) postup strany Momentum odsoudila: „Sídlo Origo je soukromý pozemek, na který bez povolení nemůže nikdo – ani úřady – vstoupit. Přičemž absenci svolení ke vstupu nelze kompenzovat odkazem na veřejný zájem.“ Redakce Origo.hu následně podala žalobu, jelikož redaktoři považovali za šokující, „že se předseda politické strany dopoustil takového závažného porušení práva, když se bez povolení vloupal do budovy v soukromém vlastnictví.“

### Násilí proti úřední osobě
V únoru 2024 byl András Fekete-Győr soudem druhého stupně uznán vinným a odsouzen k trestu odnětí svobody na jeden rok s podmíněným odkladem na zkušební dobu dvou let, jelikož v prosinci 2018 během jinak poklidné demonstrace zaútočil ve skupině na hlídkující policisty kouřovým granátem, čímž se dopustil trestného činu násilí na úřední osobě. Svého činu nelituje. Poslanci ze stran Fidesz a KDNP vyzvali Andráse Fekete-Győra k rezignaci na poslanecký mandát.